# 벨크로
벨크로(영어: Velcro)는 영국의 브랜드이다. 주로 후크 앤드 루프 패스너를 제작하고 있으며, 보통명사화된 브랜드이다.